# NPO Radio 5 Nostalgia Oeuvre Award
De NPO Radio 5 Nostalgia Oeuvre Award is een onderscheiding, die sinds 2007 jaarlijks door de NPO wordt toegekend aan Nederlandse artiesten die met hun oeuvre gedurende langere tijd voor de Nederlandse lichte muziek van groot belang zijn geweest. Sinds 2016 is het woord "Nostalgia" uit de naam van NPO Radio 5 verdwenen en in 2017 werd de laatste Oeuvre Award uitgereikt aan Boeijen in de Nijmeegse schouwburg.
De uitreiking vindt meestal plaats tijdens een speciaal concert, waarin de artiest en collega's een optreden verzorgen. Aan de onderscheiding is een prijs verbonden in de vorm van een zilveren microfoon en een geldbedrag van € 5000.-, dat aan een goed doel wordt overgemaakt. Het besluit voor de toekenning wordt genomen door een jury, gevormd uit medewerkers van NPO Radio 5.

## Winnaars
| Jaar | Artiest         |
| ---- | --------------- |
| 2007 | Eddy Christiani |
| 2008 | Cliff Richard   |
| 2009 | --              |
| 2010 | Willeke Alberti |
| 2011 | Lee Towers      |
| 2012 | George Baker    |
| 2013 | Liesbeth List   |
| 2014 | Anita Meyer     |
| 2015 | Gerard Cox      |
| 2016 | Rob de Nijs     |
| 2017 | Frank Boeijen   |